# Победино (Краснознаменский район)
Победино (до 1938 — Шилленен (нем. Schillehnen), до 1946 — Шилльфельде (нем. Schillfelde)) — посёлок в Краснознаменском городском округе Калининградской области. Входил в состав Добровольского сельского поселения.

## География
Посёлок находится на востоке Калининградской области, на левобережье реки Озёрной (бассейн Немана), в 19 км к северо-востоку от посёлка Добровольск и в 16 км к юго-востоку от города Краснознаменск (по дорогам).

## Население
| 1867 | 1885 | 1910 | 1933 | 1939 | 2002 | 2010 |
| ---- | ---- | ---- | ---- | ---- | ---- | ---- |
| 496  | ↗535 | ↗635 | ↗884 | ↗899 | ↘557 | ↘534 |

## История
В 1925 году в Шилленене была построена кирха.
В 1938 году властями гитлеровской Германии название Шилленен было заменено на более германизированный вариант Шилльфельде в рамках кампании по упразднению в Восточной Пруссии топонимики литовского происхождения.
17 января 1945 года Шилльфельде был взят воинами 113-го стрелкового корпуса под командованием генерал-майора Н. Н. Олешева 39-й армии 3-го Белорусского фронта.
В 1946 году Шилльфельде был переименован в посёлок Победино, к которому были также присоединены населённые пункты Ингляуден (с 1938 по 1945 Инглау) и Штрунцлаугкен (с 1938 по 1945 Штрунцхоф).